# Mikulovská vrchovina
Mikulovská vrchovina (513.1*, niem. Nikolsburger Bergland) – mezoregion w łańcuchu Karpat Austriacko-Morawskich w Zewnętrznych Karpatach Zachodnich. Leży na terytorium Czech (kraj południowomorawski).
Mikulovská vrchovina stanowi północną część łańcucha Karpat Austriacko-Morawskich - przedłużenie Dolnoaustriackich Gór Wyspowych. Na północy Brama Westonicka (odcinek doliny Dyi) dzieli je od najbliższego pasma Karpat Środkowomorawskich. Podobnie, jak pasma Dolnoaustriackich Gór Wyspowych, Wzgórza Mikulowskie są izolowane od innych pasm górskich. Są zbudowane z miękkiego fliszu karpackiego z grzędami wapieni jurajskich, tworzących ostańce.
Wzgórza Mikulowskie dzielą się na: 
- Pavlovské vrchy – Děvín – 549 m n.p.m.
- Milovická pahorkatina – Stará hora – 351 m n.p.m.